# عبدال ساليس
عبدال ساليس (بالإنجليزية: Abdul Salis)‏ هو ممثل بريطاني، ولد في 6 يوليو 1979 بلندن في المملكة المتحدة.

## أعمال

### أفلام
- (2003) الحب الحقيقي
- (2005) صحاري

## وصلات خارجية
- عبدال ساليس على موقع IMDb (الإنجليزية)
- عبدال ساليس على موقع ألو سيني (الفرنسية)
- عبدال ساليس على موقع ميوزك برينز (الإنجليزية)
- عبدال ساليس على موقع أول موفي (الإنجليزية)
- عبدال ساليس على موقع قاعدة بيانات الفيلم (الإنجليزية)
- عبدال ساليس على موقع كينوبويسك (الروسية)